# IC 1767
IC 1767 је лентикуларна галаксија у сазвјежђу Кит која се налази на листи објеката дубоког неба у Индекс каталогу.
Деклинација објекта је - 11° 4' 43" а ректасцензија 1h 59m 59,4s. Привидна величина (магнитуда) објекта IC 1767 износи 13,6 а фотографска магнитуда 14,5. IC 1767 је још познат и под ознакама MCG -2-6-12, PGC 7568.